# Kuba-Rundfahrt 1980
Die Kuba-Rundfahrt 1980 war die 15. Auflage des Etappenrennens. Sie fand vom 18. Februar bis 2. März 1980 statt. Gesamtsieger wurde der Kubaner Aldo Arencibia, der nach 1972 und 1976 seinen dritten Sieg feierte.

## Strecke
Die Rundfahrt führte über elf Etappen von Holguín nach Havanna. Insgesamt waren 1.576 Kilometer zu absolvieren. Ursprünglich sollte sie über 1.700 km führen und auch einen Prolog enthalten. Doch besondere Umstände zwangen die Organisatoren noch in letzter Minute zu einer Veränderung der Streckenführung.

## Fahrer
Insgesamt gingen 124 Fahrer an den Start. Neben 78 Fahrern aus Kuba waren unter anderem Teilnehmer aus Mexiko, der ČSSR, Polen, der UdSSR und der DDR vertreten. Die Kubaner teilten ihre Fahrer in Städtemannschaften ein, die UdSSR und die DDR starteten mit zwei Mannschaften. Für die DDR war es die erste Teilnahme an einer Kuba-Rundfahrt. Für DDR A starteten Bernd Drogan, Hans-Joachim Hartnick, Andreas Petermann, Martin Goetze und Thomas Barth.

## Etappen

### 1. Etappe: Holguín - Pinares de Mayarí, 100 km
Die erste Etappe führte bei 28 °C im Schatten auf einer bergreichen Strecke von Holguín nach Pinares de Mayarí. Die sowjetischen Fahrer bestimmten die Etappe, sicherten sich die ersten drei Plätze und übernahmen somit deutlich die Führung in der Mannschaftswertung.
|    | Fahrer                  | Zeit       |
| -- | ----------------------- | ---------- |
| 1. | Sergei Morosow          | 2:38:48 h  |
| 2. | Mochow                  | + 1:42 min |
| 3. | Sergei Suchorutschenkow | + 2:07 min |
| 4. | Martin Goetze           | + 2:29 min |
| 5. | Said Husseinow          | + 2:33 min |

### 2. Etappe: Rund um Holguín, 164 km
Die zweite Etappe führte über 164 km rund um Holguín. Bei bis zu 31 °C übernahmen die Kubaner die Initiative und starteten mehrere Vorstöße. Edilberto Rodríguez und José Alanyo gelang es schließlich, sich vom Feld abzusetzen. Thomas Barth konnte ihnen folgen und nach 70 km schloss eine größere Gruppe auf. Die Etappe wurde mit einem Massensprint aus dieser Gruppe entschieden. Es siegte der Mexikaner Ernesto Hernández. Morosow, der Führende im Gesamtklassement, kam im Hauptfeld mit acht Minuten Rückstand ins Ziel. Damit übernahm Sergei Suchorutschenkow die Gesamtführung.
|    | Fahrer              | Zeit       |
| -- | ------------------- | ---------- |
| 1. | Ernesto Hernández   | 4:08:33 h  |
| 2. | Jorge Antonio Pérez | + 0:00 min |
| 3. | Antonio Quintero    | + 0:00 min |
| 4. | Thomas Barth        | + 0:00 min |
| 5. | Boris Issajew       | + 0:00 min |

### 3. Etappe: Mannschaftszeitfahren, 73 km
Das Mannschaftszeitfahren führte über 73 km von Holguín nach Las Tunas. Die DDR, der amtierende Straßen-Mannschafts-Weltmeister, siegte deutlich von der UdSSR und Mexiko. In der Mannschaftsgesamtwertung verteidigte die UdSSR die Führung mit elf Sekunden.
|    | Mannschaft | Zeit       |
| -- | ---------- | ---------- |
| 1. | DDR A      | 1:32:48 h  |
| 2. | UdSSR A    | + 3:49 min |
| 3. | Mexiko     | + 4:01 min |
| 4. | Polen      | + 4:43 min |
| 5. | UdSSR B    | + 5:36 min |

### 4. Etappe: Las Tunas - Camagüey, 124 km
Die Etappe von Las Tunas nach Camagüey wurde von einer 14-köpfigen Spitzengruppe bestimmt. Der Tschechoslowake Galik gewann die Etappe.
Sergei Suchorutschenkow erlitt einen Materialdefekt, kam erst im Hauptfeld mit vier Minuten Rückstand ins Ziel und verlor somit die Gesamtführung an den Kubaner Aldo Arencibia.
|    | Fahrer                    | Zeit       |
| -- | ------------------------- | ---------- |
| 1. | Pavel Galik               | 2:35:04 h  |
| 2. | José Lara                 | + 0:00 min |
| 3. | Alfonso Roberto Rodríguez | + 0:00 min |
| 4. | Benaczek                  | + 0:00 min |

### 5. Etappe: Camagüey - Ciego de Ávila, 116 km
Nach einem Ruhetag starten noch 120 Fahrer auf die 116 km von Camagüey nach Ciego de Ávila. Es siegte der Kubaner Torres vor seinem Landsmann Rivera.
|    | Fahrer             | Zeit       |
| -- | ------------------ | ---------- |
| 1. | Aníbal Torres Pino | 2:25:01 h  |
| 2. | Juan Rivera        | + 0:00 min |
| 3. | Leonid Dshin       | + 0:00 min |
| 4. | Thomas Barth       | + 0:19 min |
| 5. | Gamez              | + 0:19 min |

### 6. Etappe: Ciego de Ávila - Topes de Collantes, 169 km
Die Etappe von Ciego de Ávila nach Topes de Collantes war eine Bergetappe. Sergei Morosow baute seine Führung in der Bergwertung aus und gewann die Etappe vor den Kubanern Perez und Aldo Arencibia. Mochow, der nur knapp hinter Arencibia in der Gesamtwertung gelegen hatte, verlor viel Zeit, so dass der Kubaner Perez den zweiten Platz mit 4:50 Minuten Rückstand einnahm.
|    | Fahrer                | Zeit       |
| -- | --------------------- | ---------- |
| 1. | Sergei Morosow        | 4:26:26 h  |
| 2. | Jorge Antonio Pérez   | + 1:47 min |
| 3. | Aldo Arencibia        | + 2:12 min |
| 4. | Andreas Petermann     | + 3:02 min |
| 5. | Ramasan Galjaletdinow | + 3:02 min |

### 7. Etappe: Trinidad - Cienfuegos, 90 km; Cienfuegos - Santa Clara, 68 km
Die 7. Etappe wurde in zwei Tagesabschnitte ausgetragen. Das erste Teilstück von Trinidad nach Cienfuegos gewann Lutz Lötzsch aus der DDR vor Alexander Kisljak aus der UdSSR und Ireniusz Walczak aus Polen. Den zweiten Abschnitt von Cienfuegos nach Santa Clara sicherte sich der Kubaner Lazaros Santos vor Walczak und seinem Landsmann Carlos Cardet.

### 8. Etappe: Santa Clara - Cárdenas, 182 km
Die achte Etappe von Santa Clara nach Cárdenas sicherte sich der Kubaner Gustavo Vázquez vor Boris Isajew aus der UdSSR und seinem Landsmann Lázaro Santos.
|    | Fahrer          | Zeit       |
| -- | --------------- | ---------- |
| 1. | Gustavo Vázquez | 3:51:18 h  |
| 2. | Boris Issajew   | + 0:00 min |
| 3. | Lázaro Santos   | + 0:00 min |

### 9. Etappe: Mantanzas - Artemisa, 175 km
Auf der 175 km langen Etappe von Matanzas von Artemisa fuhr das Quartett mit den UdSSR-Fahrern Sacharow und Kisljak, dem Tschechoslowaken Galik und Andreas Petermann aus der DDR ein Vorsprung von 90 Sekunden heraus. Aus der Gruppe heraus siegte Sacharow.
|    | Fahrer            | Zeit       |
| -- | ----------------- | ---------- |
| 1. | Juri Sacharow     | 3:48:17 h  |
| 2. | Andreas Petermann | + 0:00 min |
| 3. | Pavel Galik       | + 0:00 min |
| 4. | Alexander Kisljak | + 0:00 min |
| 5. | Padrón            | + 1:30 min |

### 10. Etappe: Artemisa - Pinar del Río, 127 km
Die 10. Etappe führte über 127 km von Artemisa nach Pinar del Río. Bei Kilometer 108 setzte sich ein Quartett mit den Kubanern Juan Rivera und Orelvis Pedraza, dem UdSSR-Fahrer Ramsan Galjaletdinow sowie Hans-Joachim Meisch aus der DDR ab. Sie hatten im Ziel 1:02 Minuten Vorsprung vor dem Hauptfeld, Meisch belegte den 2. Platz. Die Gesamtfahrtzeit betrug 2:59:25 min.

### 11. Etappe: Consolación - Havanna, 188 km
Die letzte Etappe von Consolación nach Havanna war mit 188 km gleichzeitig die längste Etappe der Rundfahrt. Nach 120 km setzte sich ein Sextett ab. Walczak (Polen), Galik (Tschechoslowakei), Petermann (DDR) sowie Orejon, Santos und Cardet (Kuba) retteten 27 Sekunden ins Ziel. Der Pole Walczak gewann im Sprint.
|    | Fahrer            | Zeit       |
| -- | ----------------- | ---------- |
| 1. | Ireneusz Walczak  | 4:32:06 h  |
| 2. | Pavel Galik       | + 0:00 min |
| 3. | Arturo Orejon     | + 0:00 min |
| 4. | Lázaro Santos     | + 0:00 min |
| 5. | Andreas Petermann | + 0:00 min |

## Gesamtwertungen

### Gesamteinzel
Während dieser Kuba-Rundfahrt gab es insgesamt drei verschiedene Gesamtführende. Die längste Zeit, sieben Etappen, war es der spätere Sieger Aldo Arencibia. Sergei Suchorutschenkow startete zweimal als Gesamtführender (inklusive des Mannschaftszeitfahrens), eine Etappe lang war Sergei Morosow Spitzenreiter. Für Aldo Arencibia war es nach 1972 und 1976 der dritte Gesamtsieg bei der Rundfahrt. 106 der 124 gestarteten Fahrer erreichten das Ziel in Havanna.
|    | Fahrer              | Zeit       |
| -- | ------------------- | ---------- |
| 1. | Aldo Arencibia      | 35:23:34 h |
| 2. | Jorge Antonio Pérez | + 4:50 min |
| 3. | Sergei Morosow      | + 6:09 min |
| 4. | Said Husseinow      | + 6:40 min |
| 5. | Pavel Galik         | + 6:51 min |

### Gesamtmannschaft
Gleich mit der ersten Etappe übernahm die UdSSR die Führung in der Mannschaftswertung und gab sie bis zum Ende der Rundfahrt nicht mehr ab.
|    | Mannschaft       | Zeit        |
| -- | ---------------- | ----------- |
| 1. | UdSSR A          | 107:18:33 h |
| 2. | DDR A            | + 10:24 min |
| 3. | Mexiko           | + 16:27 min |
| 4. | Kuba/Havanna     | + 17:46 min |
| 5. | UdSSR B          | + 18:17 min |
| 6. | Tschechoslowakei | + 20:21 min |

### Punktwertung
|    | Fahrer            | Punkte |
| -- | ----------------- | ------ |
| 1. | Lázaro Santos     | 36     |
| 2. | Pavel Galik       | 16     |
| 3. | Gustavo Vázquez   | 16     |
| 4. | Juan Rivera       | 15     |
| 5. | Andreas Petermann | 15     |
| 6. | Ireneusz Walczak  | 15     |

### Bergwertung
|    | Fahrer                  | Punkte |
| -- | ----------------------- | ------ |
| 1. | Sergei Morosow          | 20     |
| 2. | Aldo Arencibia          | 10     |
| 3. | Jorge Antonio Pérez     | 09     |
| 4. | Mochow                  | 09     |
| 5. | Sergei Suchorutschenkow | 08     |
| 6. | Martin Goetze           | 07     |